# Tringe Smajli
Tringë Smajl Martini Ivezaj (1870 – 2. listopadu 1917), zjednodušeně Tringe Smajli, mimo území Albánie známá jako Janica (albánsky Yanitza), byla albánská bojovnice proti osmanské nadvládě na Balkáně a za nezávislost Albánců na sousedních zemích.

## Životopis
Tringe Smajli se narodila v roce 1870 v regionu Malësia (také Malešie, Malši, Malcie, zčásti severoalbánský okres Malësi e Madhe v kraji Shkodër ), historické etnografické oblasti v pohoří Prokletje severně od Skadarského jezera na pomezí Černé Hory a Albánie. Rozdělení oblasti Malësie mezi Černou Horu a Albánii bylo upraveno na základě Londýnské mírové smlouvy (1913) z roku 1913. Otec Tringe Smajl Martini Ivezaj byl hlavou místního katolického albánského klanu Gruda. Klanové území zahrnovalo oblast severně od Skadarského jezera při severozápadní hranici dnešní Albánie až po černohorské městečko Tuzi mezi Podgoricí a albánskou hranicí. Smajl Martini byl jedním ze signatářů petice, kterou zaslali představitelé severoalbánských kmenových vůdců představitelům a vyslancům evropských mocností na protest proti ustanovením Sanstefanské mírové smlouvy, na základě kterých byla některá albánská území vilájetu Škodra připojena k Černohorskému knížectví.

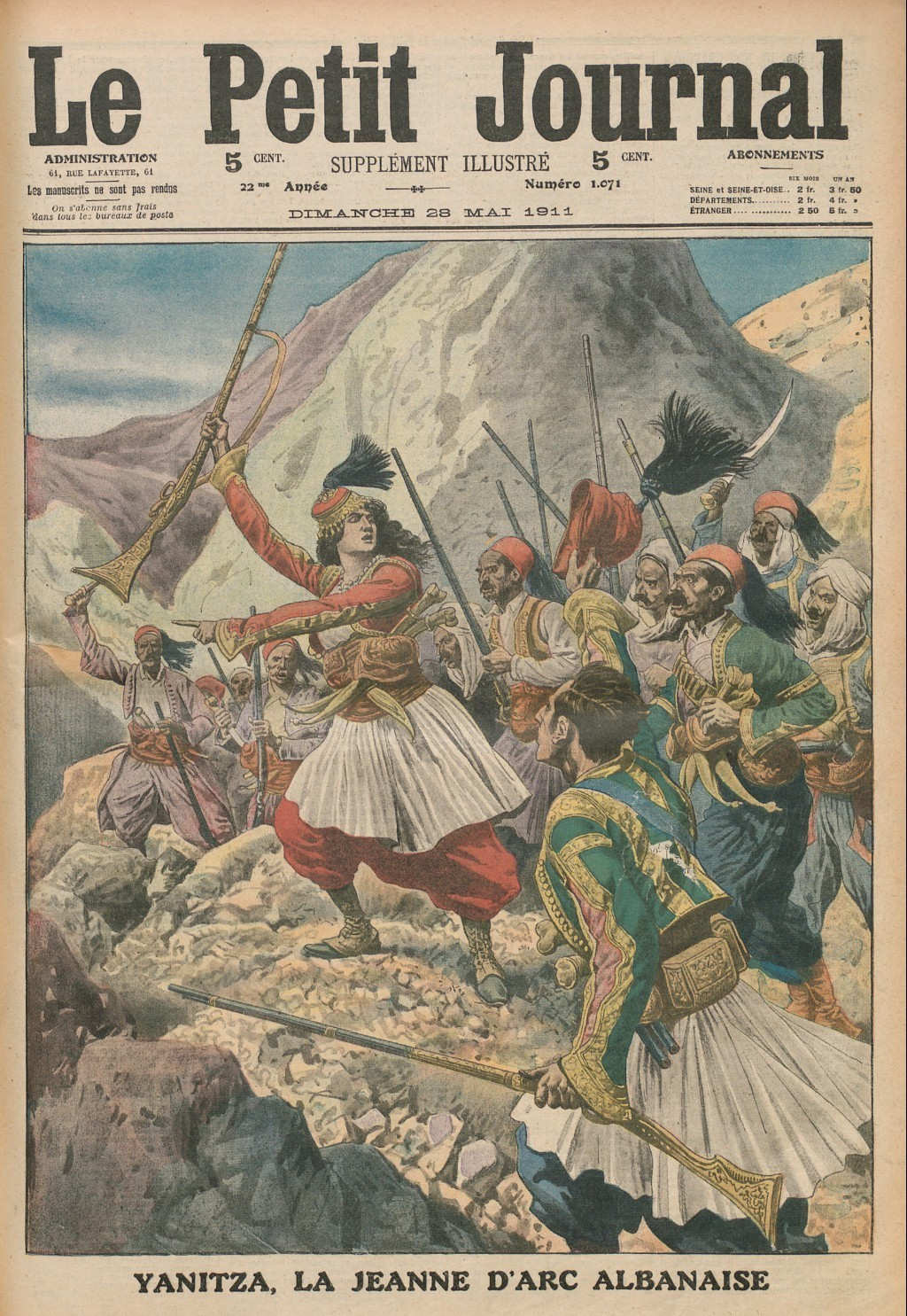
Tringe jako Johanka z Arku (časopisecká ilustrace z roku 1911)

Smajl Martini celý život bojoval proti osmanské i černohorské nadvládě. Byl aktivním členem Prizrenské ligy, v roce 1886 byl zatčen a uvězněn v Anatolii. Jeho dva synové, Gjon a Zef, starší bratři Tringe, rovněž členové Prizrenské ligy, padli v bojích v roce 1883.
Tringe Smajli v důsledku smrti bratrů složila slib panenské čistoty a stala se tzv. pannou z přísahy (albánsky burnesha nebo virgjinesha, čti burneša, virdžineša). V souladu s tradicemi v této části Balkánu Tringe tímto nevratným slibem převzala mužskou roli v rodině a zapojila se do bojů albánských povstalců proti Černohorcům a Turkům. Tringe Smajli prošla řadou bojů. Vyznamenala se především v čele bojovníků klanu Gruda v bitvě u Dušići (dříve Dečići, albánsky Deçiq), vesnice jižně od Tuzi, která se odehrála 6. dubna 1911. V této bitvě stáli příslušníci severoalbánských klanů Gruda, Koja, Kelmendi, Traboini a Shala, kteří se souhrnně označovali jako „Malësor“ neboli „horalé“, proti tisícům osmanských vojáků. Bitva znamenala zásadní obrat v bojích za nezávislost Albánie. Albánský básník Gjergj Fishta napsal, že „Tringe v tomto boji překonala nejlepší muže“. Zakrátko po těchto událostech následovalo vyhlášení memoranda (Memorandumi i Greçës z 23. června 1911) o vytvoření albánské autonomní provincie na území Osmanské říše. V následujícím roce, 28. listopadu 1912 ve Vlorë, vyhlásili albánští představitelé Deklaraci nezávislosti Albánie.

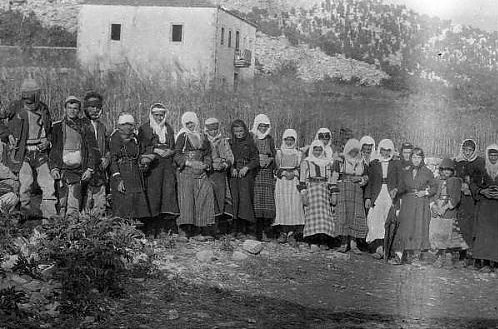
Příslušníci klanu Gruda na snímku z roku 1913

Tringe Smajli ještě po několik následujících měsíců po vyhlášení nezávislosti setrvala mezi svými bojovníky. Zemřela 2. listopadu 1917 a byla pohřbena na rodinném pohřebišti na území klanu Gruda u vesnice Kshevë (nyní v Černé Hoře). Dva roky po její smrti příslušníci černohorské armády Království Srbů, Chorvatů a Slovinců zničili hrob Tringe při jednom z útoků.

## Albánská národní hrdinka
Tringe Smajli je považována za albánskou národní hrdinku, o jejích hrdinských skutcích vyprávějí legendy a epické písně Albánců a Černohorců. V roce 1911 se o Tringe začal zajímat světový tisk a byla nazývána "albánskou Johankou z Arku". Některé ulice a školy v Albánii a Kosovu nesou jméno Tringe Smajli. Kosovská pošta vydala v listopadu 2014 poštovní známku, věnovanou této albánské národní hrdince.